# این دنیای یک مرد است (آلبوم آناستازیا)
«این دنیای یک مرد است» (به انگلیسی: It's a Man's World) آلبومی از هنرمند اهل ایالات متحده آمریکا آناستازیا است که در ۹ نوامبر ۲۰۱۲ منتشر شد.